# Muscicapa segregata
La papamoscas de la Sumba (Muscicapa segregata) es una especie de ave paseriforme de la familia Muscicapidae.

## Distribución geográfica y hábitat
Es endémica de las selvas de Sumba.

## Estado de conservación
Se encuentra ligeramente amenazada por la pérdida de su hábitat natural.